# Ophioglossum prantlii
Ophioglossum prantlii là một loài dương xỉ trong họ Ophioglossaceae. Loài này được C.Chr. mô tả khoa học đầu tiên năm 1906.
Danh pháp khoa học của loài này chưa được làm sáng tỏ. 